# Sagunto
Sagunto (ve valencijštině Sagunt) je přístavní město nacházející se ve východním Španělsku. Sagunto, které přináleží do Valencijského společenství a provincie Valencia, se nachází 30 kilometrů na sever od hlavního města provincie i celého Valencijského společenství, Valencie. Ve městě žije přibližně 65 000 obyvatel.
Sagunto je známé díky zachovalým památkám, které zde ve starověku vystavěli Iberové, Řekové či Římané. Města bylo v řečtině známé jako Zakynthos a v latině bylo později označováno jako Saguntum. Mezi 8. a 13. stoletím, kdy město obývali Maurové, bylo známé jako Morvedre. Vedle historického centra, které se nachází pod kopcem, na němž se rozkládá starověké a středověké opevnění, se městská zástavba soustřeďuje především okolo zdejšího přístavu.

## Historie

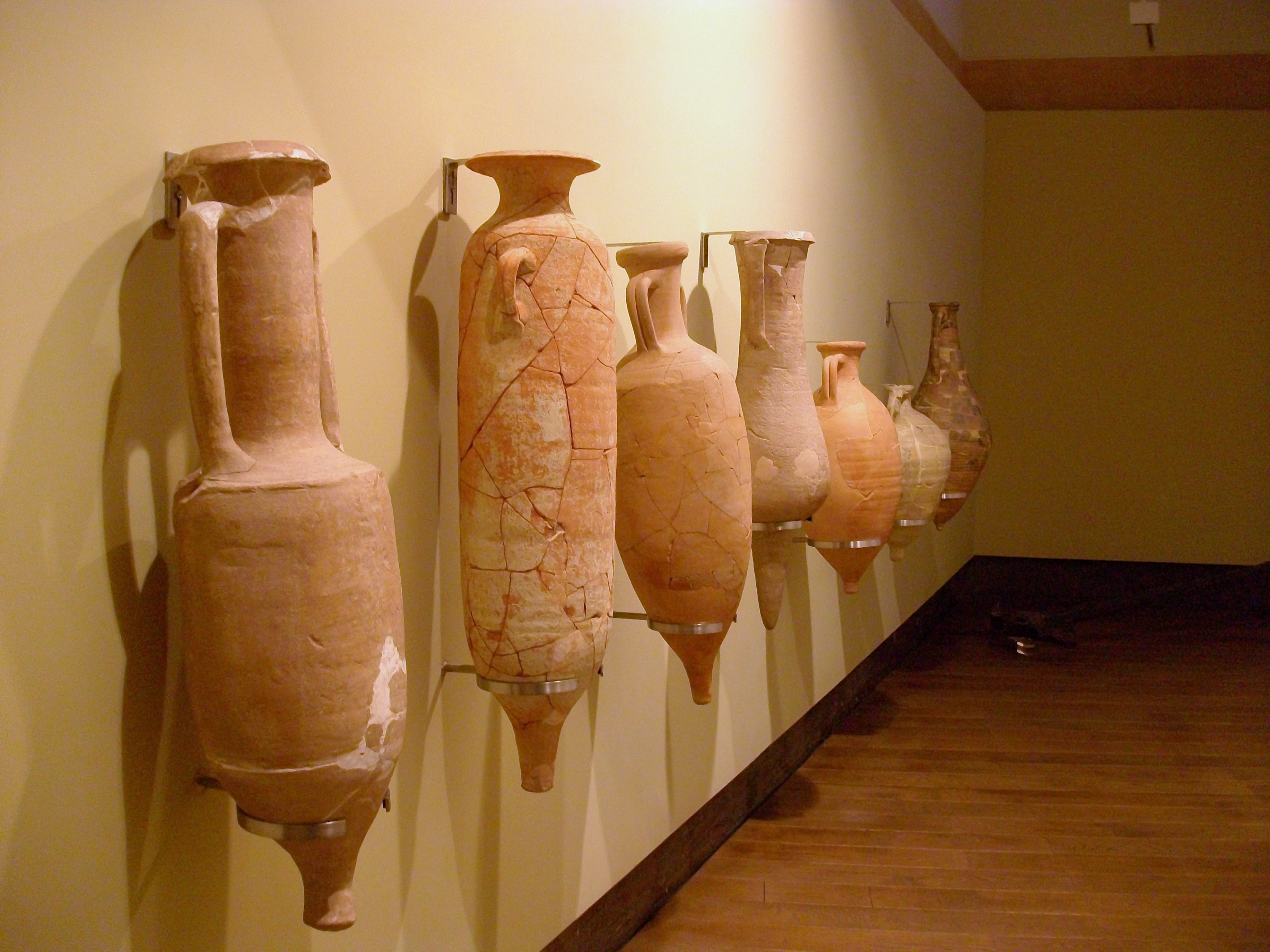
Dochované amfory, vystavené v místním historickém muzeu

Zdejší kopec byl osídlen a záhy opevněn Keltibery, čili smíšenými kmeny Keltů a Iberů, patrně již v průběhu 5. století př. n. l.. Pod vlivem řeckých a fénických obchodníků se zde ve starověku razily mince. Rozvoji města, v němž byl založen přístav, velmi přispěl příchod řeckých kolonistů. Ti město pojmenovali Zakynthos, protože patrně pocházeli ze stejnojmenného ostrova.
Významnou roli hrálo Sagunto během konfliktu mezi starověkými mocnostmi, Římem a Kartágem, známým jako punské války. Město stálo na straně římské republiky, avšak v roce 219 př. n. l. se jej po osmiměsíčním obléhání zmocnilo kartaginské vojsko vedené slavným vojevůdcem Hannibalem Barkasem. Právě pád města se pro Řím stal záminkou k vypovězení války, která trvala až do roku 201 př. n. l. a přes počáteční Hannibalovy úspěchy skončila krutou porážkou Kartága.
Město obsadili Římané a přejmenovali jej na Saguntum. V prosperujícím městě, které se stalo municipiem, bylo vystavěno divadlo či amfiteátr a údajně zde bydlelo na 50 000 obyvatel. Pozvolným úpadkem Saguntum prošlo po pádu Západořímské říše, kdy čelilo invazi germánských kmenů.
V průběhu 8. století, kdy Pyrenejský poloostrov obsadili Arabové, se Sagunto, které bylo tehdy známé jako Morvedre či Morviedro, stalo součástí Córdobského chalífátu. Ve městě byly v maurském stylu vystavěny paláce, lázně a mešity, avšak jeho význam začal vedle nedaleké rychle rostoucí Valencie postupně upadat. Město v roce 1098 dobyl slavný kastilský rytíř El Cid, avšak krátce poté se jej znova zmocnili Mauři. Definitivně se Sagunto dostalo pod křesťanskou nadvládu v roce 1238, kdy jej dobyla vojska krále Jakuba I. Aragonského.
Během španělské války za nezávislost došlo v blízkosti města 25. října 1811 k bitvě, v níž byly španělské oddíly poraženy Francouzi, jež vedl maršál Louis Gabriel Suchet.
Díky rozvoji zdejšího strojírenského průmyslu se město v průběhu 19. století rozšířilo z území historického centra nacházejícího se pod zdejším kopcem až k nedalekému přístavu.

## Památky

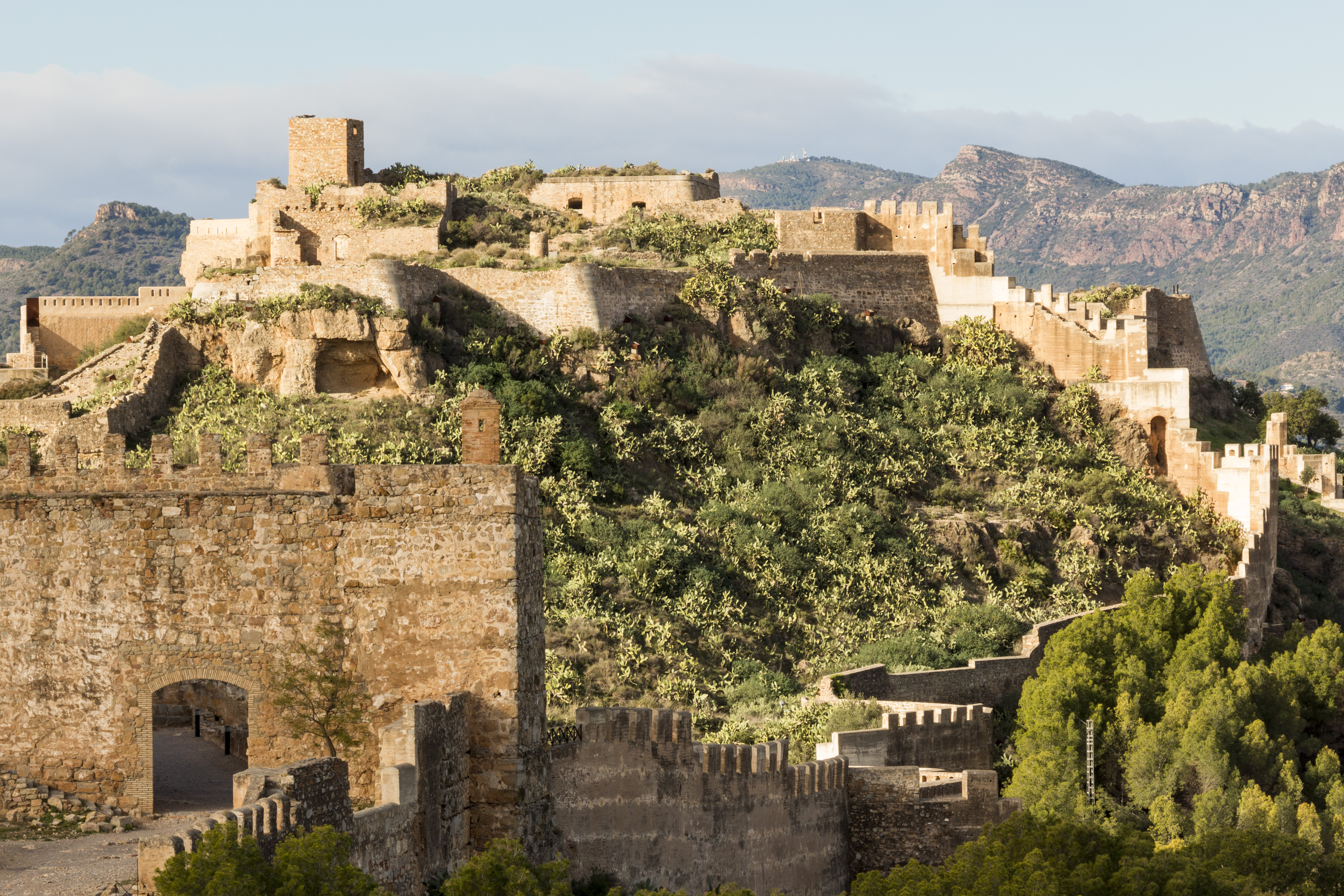
Část zdejšího hradu

- Zřícenina zdejšího hradu, tvořená zbytky římského a maurského opevnění
- Římské divadlo, které bylo na konci 20. století zčásti zrestaurováno
- Esglèsia de Santa Maria – gotický kostel sv. Marie
- Palau Municipal – městská radnice s neoklasicistní fasádou z 18. století
- Esglèsia del Salvador – raně gotický kostel sv. Salvadora
- Juderia – úzké uličky bývalé židovské čtvrti
- Historické muzeum – obsahuje

## Galerie

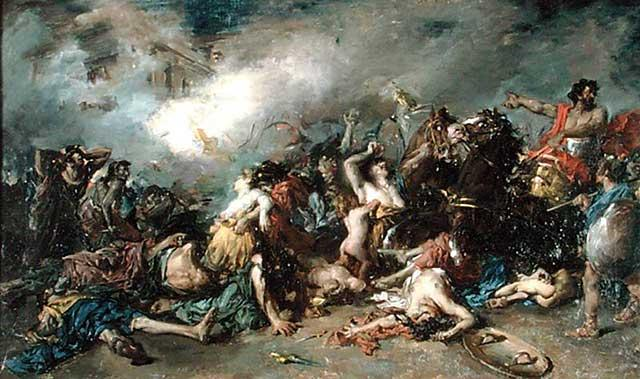
Francisco Domingo Marqués - pád Sagunta v roce 219 př. n. l.
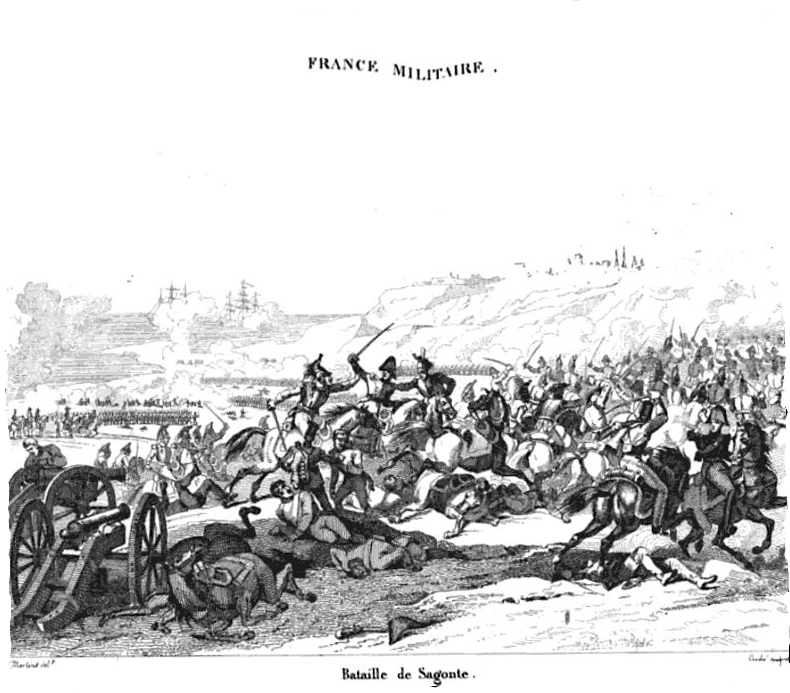
Bitva u Sagunta v roce 1811
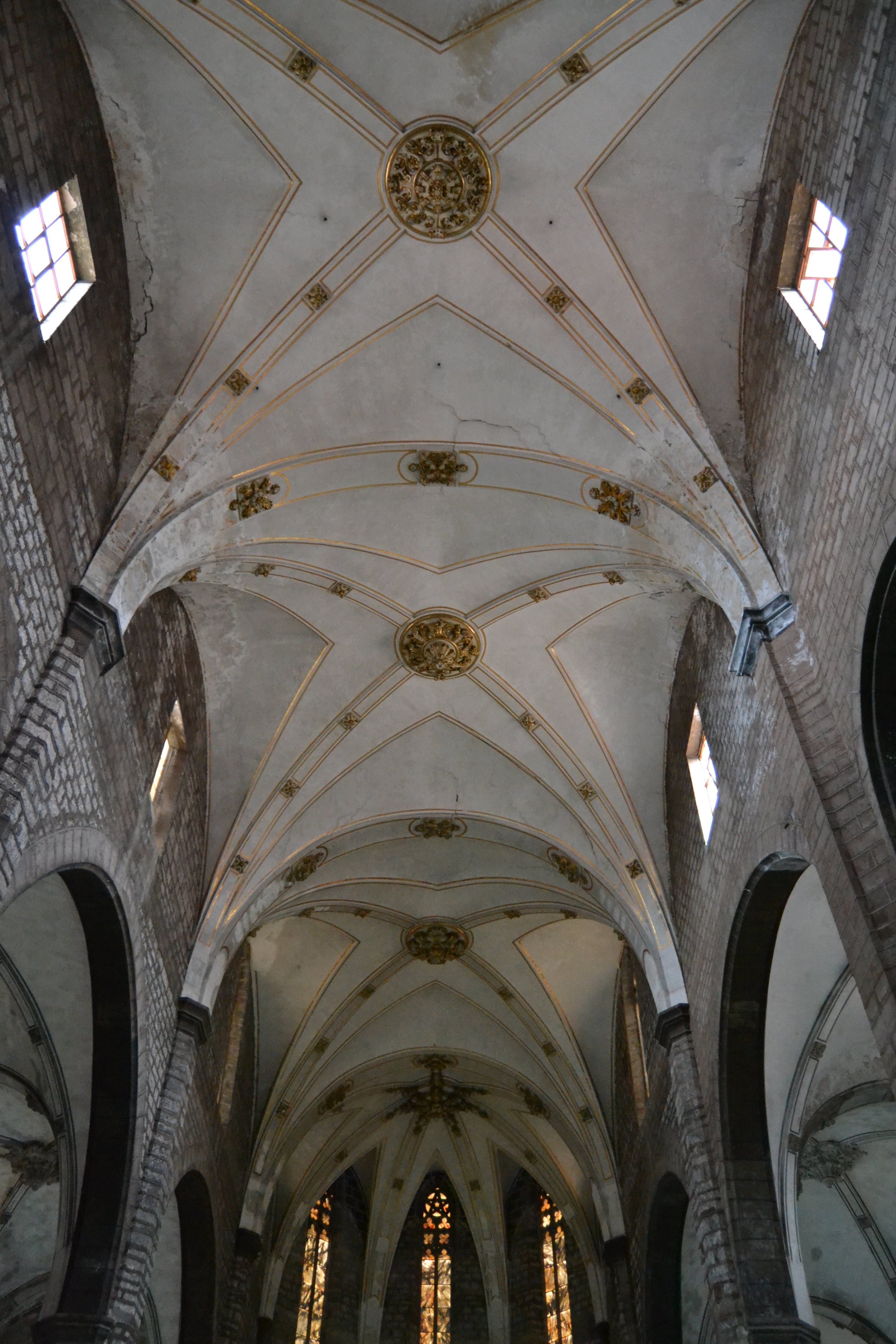
Strop kostela sv. Marie
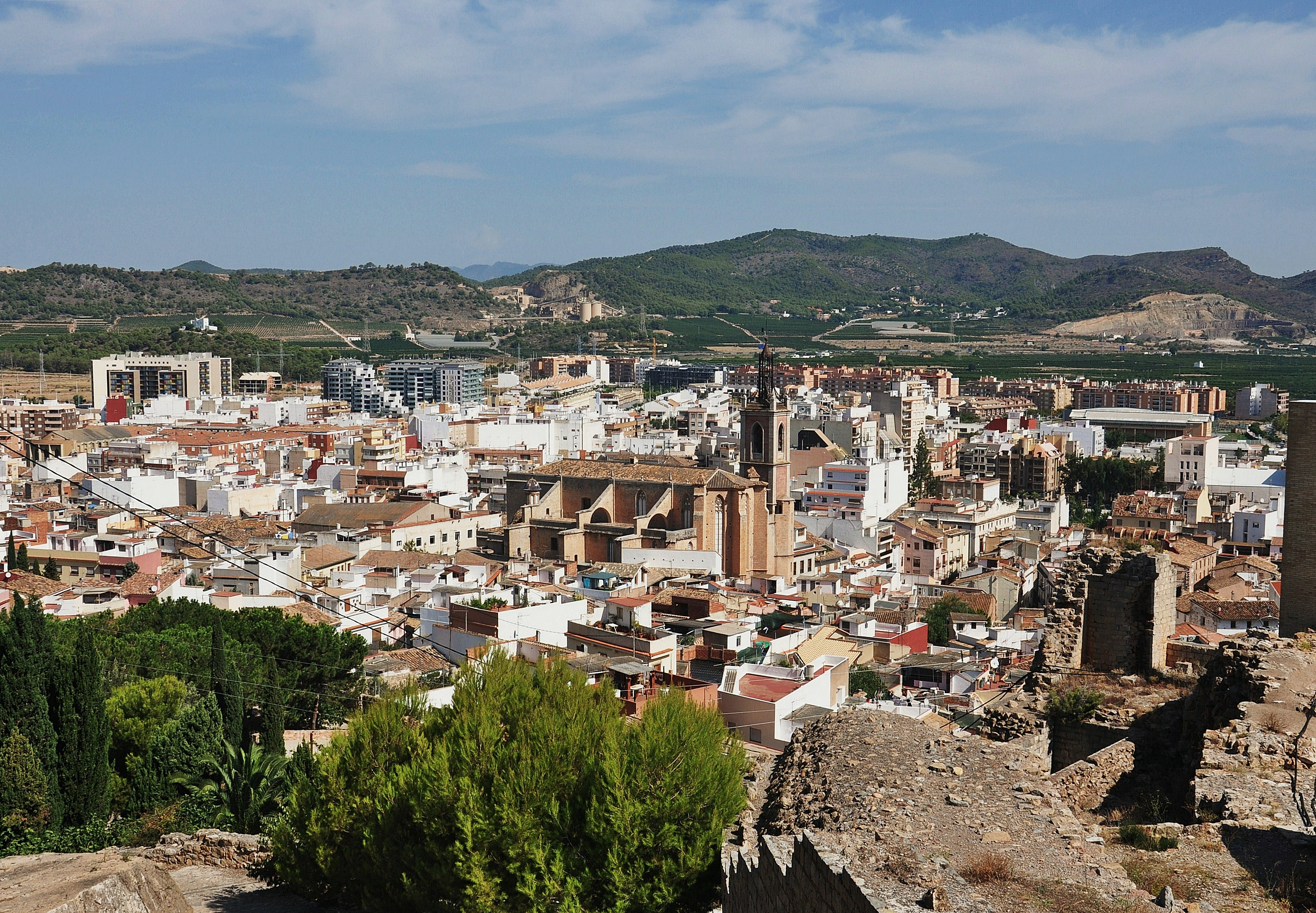
Pohled na město
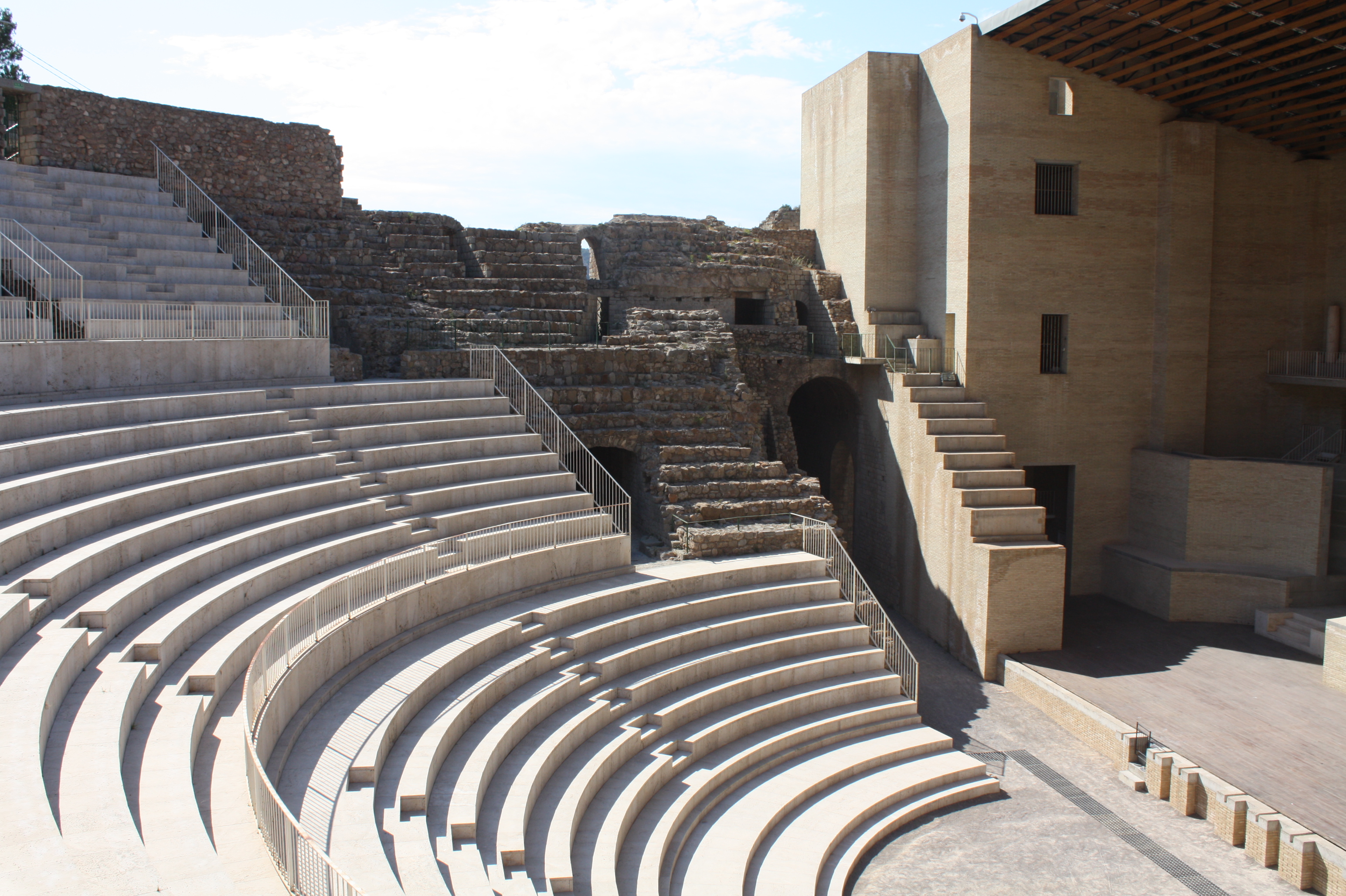
Římské divadlo
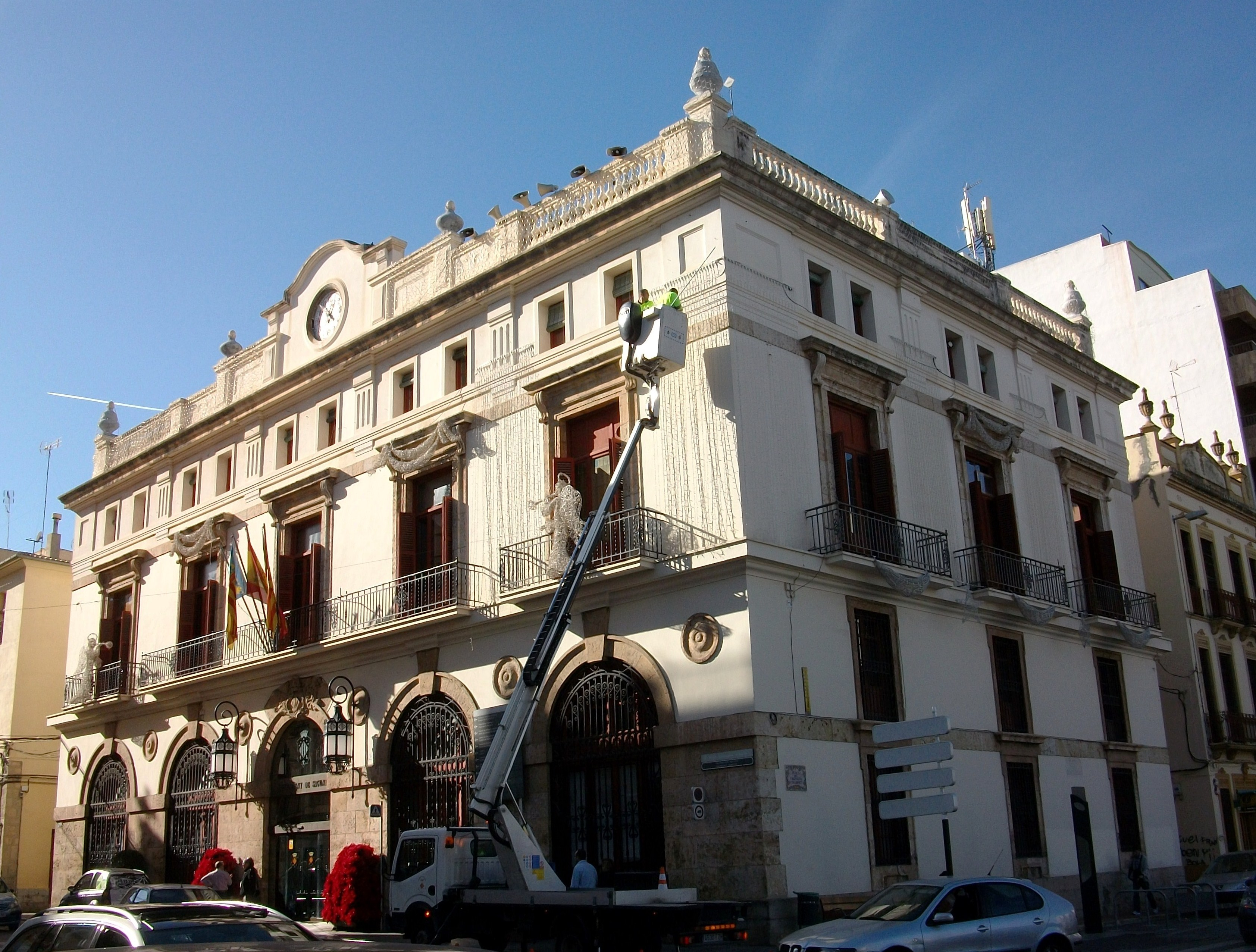
Městská radnice